# Isorrhoa antimetra
Isorrhoa antimetra är en fjärilsart som beskrevs av Edward Meyrick 1913. Isorrhoa antimetra ingår i släktet Isorrhoa och familjen brokmalar. Inga underarter finns listade i Catalogue of Life.